# Biokulturologie

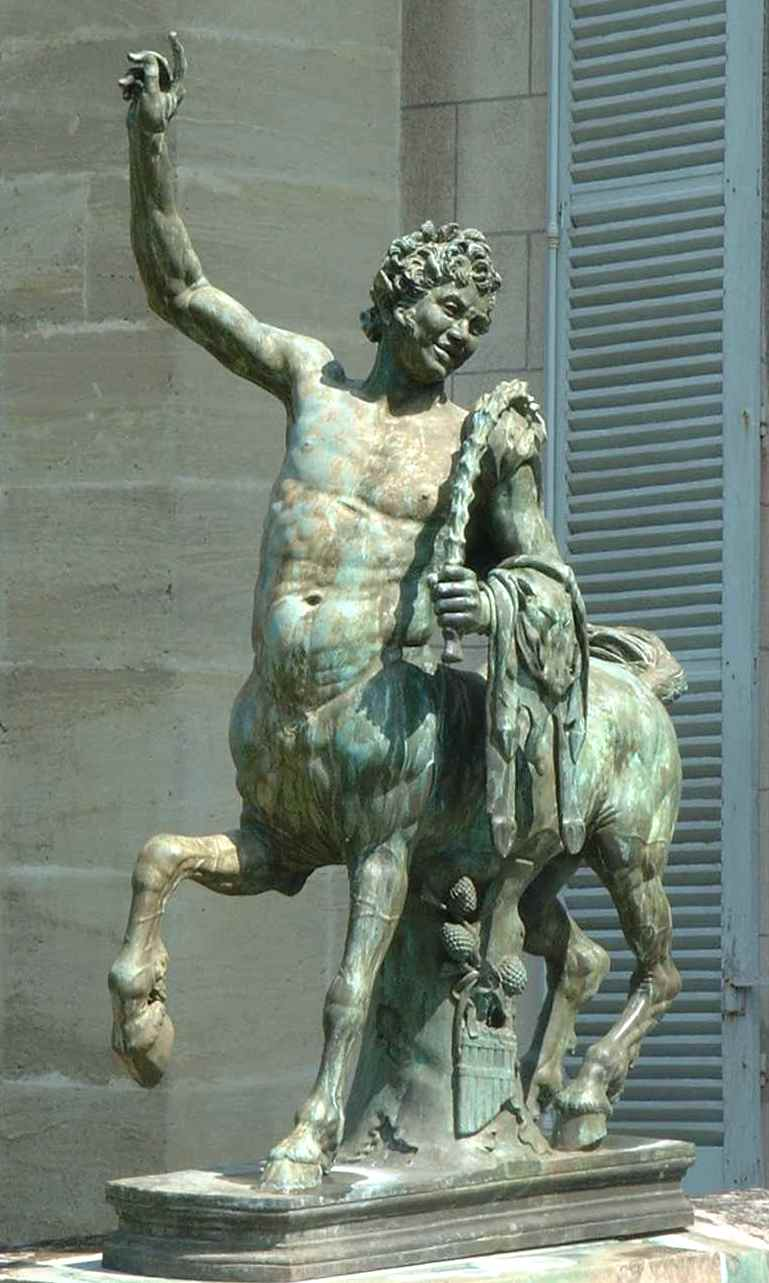
Kentaur (Centaure Malmaison crop)

Biokulturologie (z řečtiny: bios, „život“ a latiny: colere, „pěstovat“) je obor antropologie zkoumající kulturu jako atribut lidstva, jeho adaptační strategii a univerzální technologii, a v souvislosti s tím i vztahy mezi kulturou a biologickou evolucí.
Průkopníci biokulturologie v ČR, Martin Soukup a Václav Soukup, definují biokulturologii jako „výzkumnou perspektivu usilující o interdisciplinární propojení empirických přírodovědných dat při rekonstrukci biologické a kulturní evoluce lidského rodu“ a „typ teoretické explanace založený na společenskovědní, zejména kulturologické interpretaci poznatků přírodních věd o člověku“. 
Vztah člověka a zvířete se reflektuje v lidských úvahách a představách od nejstarších dob. Již u starověkých civilizací, v jejich mytologiích, nalézáme množství postav, které stojí na pomezí těchto dvou světů. V našem kulturním okruhu je v tomto směru známý především kentaur (starořecky Κένταυροι), bytost původem z řecké mytologie, napůl kůň, napůl člověk.